# Ештокин, Афанасий Фёдорович
Афана́сий Фёдорович Ешто́кин  (1913—1974) — советский партийный и государственный деятель, первый секретарь Кемеровского промышленного обкома КПСС (1963—1964) и первый секретарь Кемеровского обкома КПСС (1964—1974). Председатель Свердловского облисполкома (1962).

## Образование
В 1937 году окончил горный факультет Сталинского (Донецкого) индустриального института, горный инженер-электромеханик.

## Биография
Родился 19 июня (2 июля) 1913 года (по другим данным — 18 (31) августа 1913 года) в селе Становое (ныне Поныровского района Курской области) в семье горнорабочего. После окончания семилетней школы (в 1928 году) учился на рабфаке в Донецке, затем работал бурильщиком и забойщиком. В 1932 году поступил в Донецкий горный институт, который позже был преобразован в горный факультет Донецкого индустриального института. В октябре 1937 года был мобилизован на производство и назначен инженером-диспетчером комбината «Донбассуголь». В 1937—1941 годах работал в тресте «Донбассантрацит», в Главугле, на комбинате «Москвауголь», одновременно в 1940 году окончил обучение в институте и получил диплом.
В октябре 1941 года эвакуирован в Копейск, где руководил шахтами треста «Копейскуголь». В 1948 году ненадолго был отозван в Москву на должность старшего консультанта Министра угольной промышленности восточных районов СССР, а затем был возвращён в Копейск и назначен управляющим треста «Копейскуголь». С февраля 1950 года — главный инженер комбината «Челябинскуголь», с декабря 1952 года — начальник комбината «Свердловскуголь».
В июне 1957 года Ештокин был назначен начальником управления топливной промышленности создаваемого Свердловского совнархоза, а уже через полгода выдвинут на партийную работу и избран 2-м секретарём Свердловского обкома КПСС. В апреле 1962 года, после перевода первого секретаря обкома А. П. Кириленко в Москву, областную парторганизацию возглавил председатель облисполкома и кандидат в члены ЦК КПСС Константин Николаев, а Ештокин, в свою очередь, занял кресло Николаева в облисполкоме. Однако в новой должности он проработал чуть более полугода — в декабре 1962 года облисполком был разделён на две части, Ештокин сложил с себя полномочия и не стал занимать должностей в новых структурах, в течение месяца он числился инспектором ЦК КПСС по РСФСР, а в январе 1963 года был отправлен в Кемерово на пост первого секретаря Кемеровского промышленного обкома КПСС. После объединения промышленных и сельских обкомов в декабре 1964 года избран первым секретарём Кемеровского обкома КПСС.
Скончался 19 августа 1974 года в г. Москве. Похоронен на Новодевичьем кладбище (участок № 7).
На фасаде дома в Кемерово, в котором жил А. Ф. Ештокин (ул. Притомская набережная, 2), установлена мемориальная доска.

## Участие в работе центральных органов власти
- член ЦК КПСС (1966—1974)
- депутат ВС СССР 7—9 созывов;
- депутат ВС РСФСР 5—6 созывов, член Президиума ВС РСФСР 6 созыва;
- делегат XXI—XXIV съездов КПСС.

## Семья
Отец Фёдор Степанович был кадровым рабочим проработавшим 36 лет на шахтах Донбасса забойщиком и десятником. Умер в 1943 году. Мать Анастасия Романовна домохозяйка. Скончалась в 1961 году.

## Награды и премии
- четыре ордена Ленина (апрель 1957, июнь 1966, август 1971, август 1973)
- орден Трудового Красного Знамени (сентябрь 1963)
- орден «Знак Почёта» (декабрь 1943)
- медаль: «За трудовое отличие» (1939, октябрь 1948),
- медаль«За доблестный труд в Великой Отечественной войне 1941—1945 гг.» (август 1945),
- медаль«За трудовую доблесть» (1953),
- медаль«40 лет Вооружённых Сил СССР» (декабрь 1958),
- Сталинская премия третьей степени (1948) — за разработку и внедрение методов автоматического управления механизмами и процессами на угольных шахтах